# Converse (Louisiana)
Converse és una població dels Estats Units a l'estat de Louisiana. Segons el cens del 2000 tenia 400 habitants.

## Demografia
Segons el cens del 2000, Converse tenia 400 habitants, 166 habitatges, i 111 famílies. La densitat de població era de 72,5 habitants/km².
Dels 166 habitatges en un 30,1% hi vivien nens de menys de 18 anys, en un 48,2% hi vivien parelles casades, en un 13,9% dones solteres, i en un 33,1% no eren unitats familiars. En el 30,7% dels habitatges hi vivien persones soles el 16,9% de les quals corresponia a persones de 65 anys o més que vivien soles. El nombre mitjà de persones vivint en cada habitatge era de 2,41 i el nombre mitjà de persones que vivien en cada família era de 3,02.
Per edats la població es repartia de la següent manera: un 29% tenia menys de 18 anys, un 7,5% entre 18 i 24, un 26,3% entre 25 i 44, un 22,8% de 45 a 60 i un 14,5% 65 anys o més.
L'edat mediana era de 36 anys. Per cada 100 dones de 18 o més anys hi havia 75,3 homes.
La renda mediana per habitatge era de 25.250 $ i la renda mediana per família de 31.875 $. Els homes tenien una renda mediana de 31.058 $ mentre que les dones 20.000 $. La renda per capita de la població era de 13.180 $. Entorn del 23,1% de les famílies i el 29,3% de la població estaven per davall del llindar de pobresa.

## Poblacions més properes
El següent diagrama mostra les poblacions més properes.